# Mutara III van Rwanda

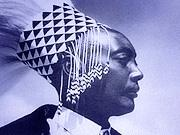
Mutara III van Rwanda

Mutara III Rudahigwa (Kamembe, 29 juni 1912 – Usumbura, 25 juli 1959) was van 1931 tot zijn overlijden in 1959 mwami (koning) van het toenmalige Belgische mandaatgebied Rwanda (dat wil zeggen het Rwandese deel van Ruanda-Urundi).
Mutara III behoorde tot de koninklijke Nyiginya-clan, de voornaamste Tutsi-familie. Nadat mwami Yuhi V in 1931 door de Belgische administratie was afgezet, volgde Mutara hem op als mwami Mutara III Rudahiga. Mutara III onderhield uitstekende contacten met de Belgen en de missionarissen en voerde enkele belangrijke hervormingen door. In 1943 bekeerde Mutara III zich tot het christelijk geloof (katholicisme). Vanaf de jaren vijftig streefde hij naar de onafhankelijkheid van Rwanda en zijn populariteit steeg onder de Tutsi-bevolking.
In het jaar 1955 brachten Mutara en zijn echtgenote een bezoek aan België, meer bepaald aan Keerbergen. Een bevriende koloniaal uit Werchter had het koppel voorgesteld er een stuk bosgrond aan te kopen, met de bedoeling om er later een zomerresidentie te bouwen. Hun bezoek ging niet onopgemerkt voorbij: ze namen gedurende enkele maanden regelmatig deel aan tal van publieke activiteiten in de regio. Op 9 oktober 1955 werd de mwami benoemd tot ereburger van de gemeente Keerbergen. 
Mutara III overleed in 1959 onder verdachte omstandighden. Zijn opvolger, Kigeli V, werd in januari 1961 afgezet tijdens een Hutu-revolte. Mutara's weduwe, koningin Rosalie Gicande, behoorde in 1994 tot de 800.000 Tutsi's die door Hutu-milities werden vermoord. Op 20 april, toen de slachtpartij al twee weken duurde, werd de op dat moment 80-jarige vrouw uit haar woning in Butare gehaald en achter het museum doodgeschoten.
De zomerresidentie in Keerbergen werd nooit gebouwd en het domein werd na het overlijden van Mutara geschonken aan de gemeente. Op het domein bevindt zich het natuurgebied 'Kruisheide'. Rondom dit natuurgebied zijn de straten Mwami Mutaradreef, Ruandadreef en de Burundidreef de laatste getuigen van dit stukje vergeten geschiedenis.